# Gareth Maybin

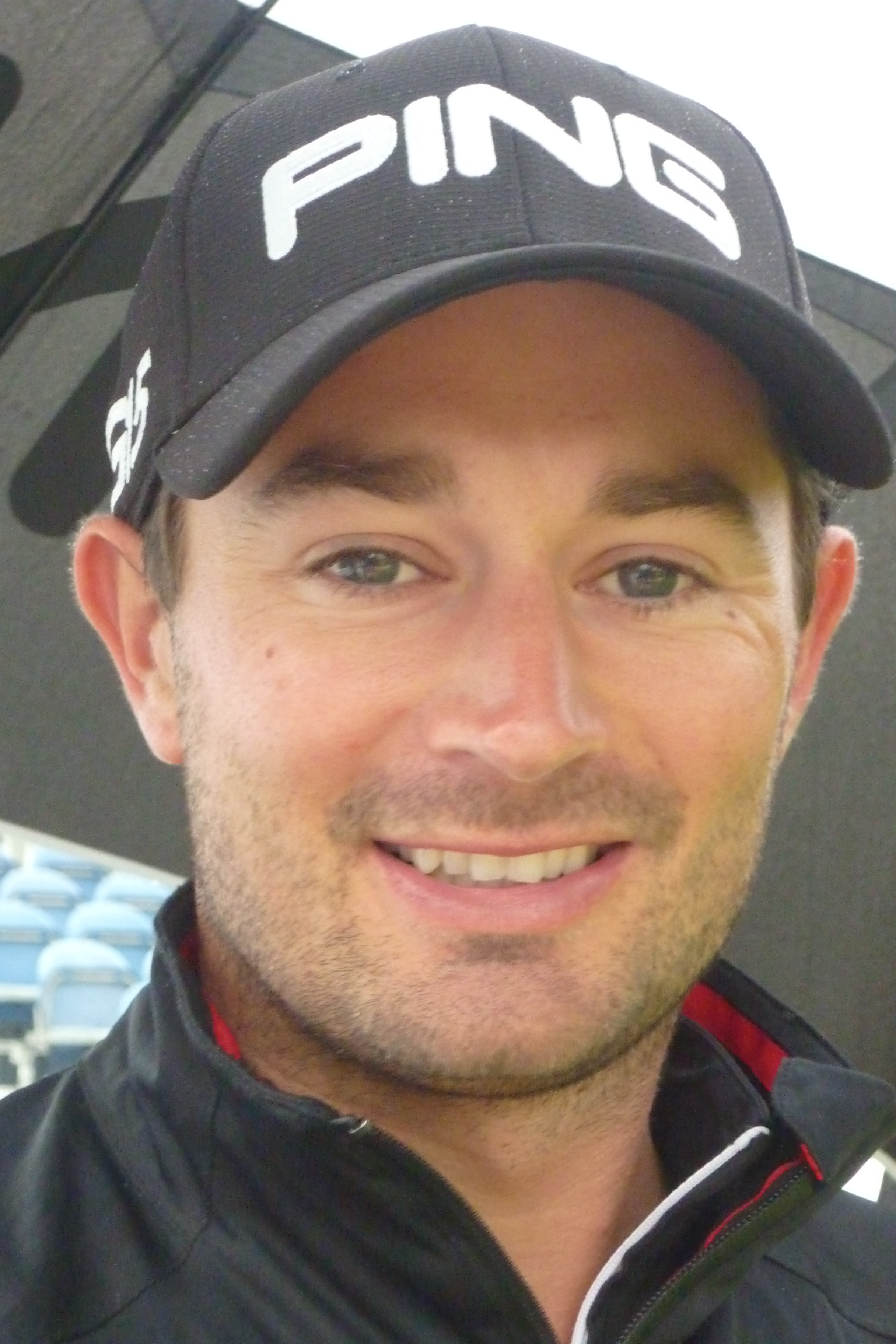
KLM Open 2010.

Gareth Maybin (Belfast, 14 september 1980) is een professionele golfer uit Noord-Ierland.

## Amateur
Maybin studeerde Sports Management aan de Universiteit van Zuid-Alabama.

### Teams
- Palmer Cup: 2004 (winnaars)

## Professional
Na zijn studie werd Maybin in 2005 professional. Hij bleef in de Verenigde Staten, speelde er twee jaren op de NGA Hooters Tour en behaalde twee overwinningen. Hij kreeg enkele uitnodigingen om aan toernooien in Europa mee te doen. Bij het Wales Challenge Open werd hij derde en eindigde hij op de 49ste plaats van de Order of Merit. In 2008 speelde hij vast op de Challenge Tour. Op zijn 28ste verjaardag won hij het Qingdao Golf Open in Qingdao, China.

In zijn rookiejaar op de Europese PGA Tour van 2009 werd hij vierde bij de Madrid Masters en eindigde op de 55ste plaats van de Race To Dubai. Hierdoor mocht hij meedoen aan het Europees kampioenschap in Dubai.

### Gewonnen
Hooters Tour
- 2005: The Base Camp Realty-Chesdin Landing Open (NGA Hooters Tour)
- 2006: The Quicksilver Classic (NGA Hooters Tour)

Challenge Tour
- 2008: Qingdao Golf Open

### Teams
- World Cup: 2007 (met Michael Hoey)